# Martin Reuter (Physiker)
Martin Reuter (* 21. September 1958 in Freudenstadt) ist ein deutscher theoretischer Physiker und Professor an der Johannes Gutenberg-Universität Mainz.

## Leben
Reuter studierte Physik an der Eberhard Karls Universität Tübingen. 1985 wurde er mit Auszeichnung an der Universität Tübingen zu chiralen Anomalien und Zetafunktions-Regularisierung bei Walter Dittrich promoviert. Nach Forschungsaufenthalten am Deutschen Elektronen-Synchrotron (DESY) in Hamburg und am CERN in Genf war er 1989 bis 1992 Akademischer Rat an der Gottfried Wilhelm Leibniz Universität Hannover. Während dieser Zeit habilitierte er sich 1991 an der Universität Hamburg. Von 1992 bis 1997 war er Heisenberg-Stipendiat der Deutschen Forschungsgemeinschaft (DFG) am DESY in Hamburg. Seit 1997 ist er Professor für theoretische Physik an der Universität Mainz.
Reuter hat wichtige Forschungsbeiträge zu Quantengravitation, Schwarzen Löchern, Kosmologie, Elementarteilchenphysik, sowie der Quantenfeldtheorie starker elektromagnetischer Felder und Formulierungen der Quantenmechanik geleistet.
Reuter ist Mitbegründer der asymptotisch sicheren Gravitation als einer der führenden Kandidaten einer Theorie der Quantengravitation. Basierend auf früheren Arbeiten zusammen mit Christof Wetterich zur Konstruktion von Renormierungsgruppen-Flussgleichungen für Eichtheorien
gelang Reuter die erste approximative Berechnung des Renormierungsflusses der Einstein-Hilbert-Wirkung in vier Raumzeit-Dimensionen.
Die von ihm 1996 konstruierte Flussgleichung für Gravitation
dient seitdem als Grundlage für das Forschungsgebiet der asymptotisch sicheren Gravitation. Der in vielen Approximationen dieser Gleichung gefundene Fixpunkt in der Gravitationskonstanten und der Kosmologischen Konstanten wird Reuter-Fixpunkt genannt.
Reuter ist Autor mehrerer Lehrbücher zur Quantenfeldtheorie und zum Übergang zwischen klassischer Mechanik und Quantenmechanik mit Walter Dittrich sowie zur Quantengravitation mit Frank Saueressig.

## Bücher
- Walter Dittrich, Martin Reuter: Effective Lagrangians in Quantum Electrodynamics. Springer Berlin Heidelberg, Berlin, Heidelberg 1985, ISBN 978-3-540-15182-1, doi:10.1007/3-540-15182-6 (englisch).
- Walter Dittrich, Martin Reuter: Selected Topics in Gauge Theories. Springer Berlin Heidelberg, Berlin, Heidelberg 1986, ISBN 978-3-540-16064-9, doi:10.1007/3-540-16064-7 (englisch).
- Walter Dittrich, Martin Reuter: Classical and Quantum Dynamics. Springer Berlin Heidelberg, Berlin, Heidelberg 2020, ISBN 978-3-03036785-5, doi:10.1007/3-540-16064-7 (englisch).
- Martin Reuter, Frank Saueressig: Quantum Gravity and the Functional Renormalization Group: The Road towards Asymptotic Safety. Cambridge University Press, 2019, ISBN 978-1-316-22759-6, doi:10.1017/9781316227596 (englisch).